# William Levy
William Levy, född 29 augusti 1980, är en kubansk skådespelare och fotomodell. Han är mest känd för sitt deltagande i mexikanska telenovelas. Levy spelar rollen som Alejandro Lombardo i Sortilegio.